# استالهایم
استالهایم (به نروژی: Stalheim) یک روستا در شهرستان ووس و جزوی از استان وستلند، نروژ است. این روستای کوچک در مسیر شمال شرقی جاده ئی۱۶ اروپا قرار گرفته است. این روستا در یک نقطه مرتفع در قسمت داخلی دره نوریریورد قرار گرفته که به سمت شمال شرقی نوریریورد منتهی می‌شود. در سال ۲۰۲۱ مقامات اعلام کردند که جاده قدیمی Stalheimskleivi برای همیشه از دسترس ماشین‌های شخصی و اتوبوس‌ها خارج می‌شود، جاده قدیمی دارای پیچ سنجاقی شدید و ۲۰٪ درجه تقاطع غیرهمسطح بود.
آبشار استالیم فوسن قابل‌توجه‌ترین مکان دیدنی این روستا محسوب می‌شود. منظره استالهایم در چندین اثر هنرمندان نروژی، مانند نقاشی نمایی از استالهایم اثر یوهان کریستین دال در سال ۱۸۴۲ به خوبی به نمایش درآمده است.

## تاریخچه
در سال ۱۹۴۳ میلادی و در طی جنگ جهانی دوم، لبنسبورن به شکل آشکار به استفاده و بهره‌گیری از هتل استالهایم دست زد.

## نگارخانه

نقاشی نمایی از استالهایم (۱۸۴۲)
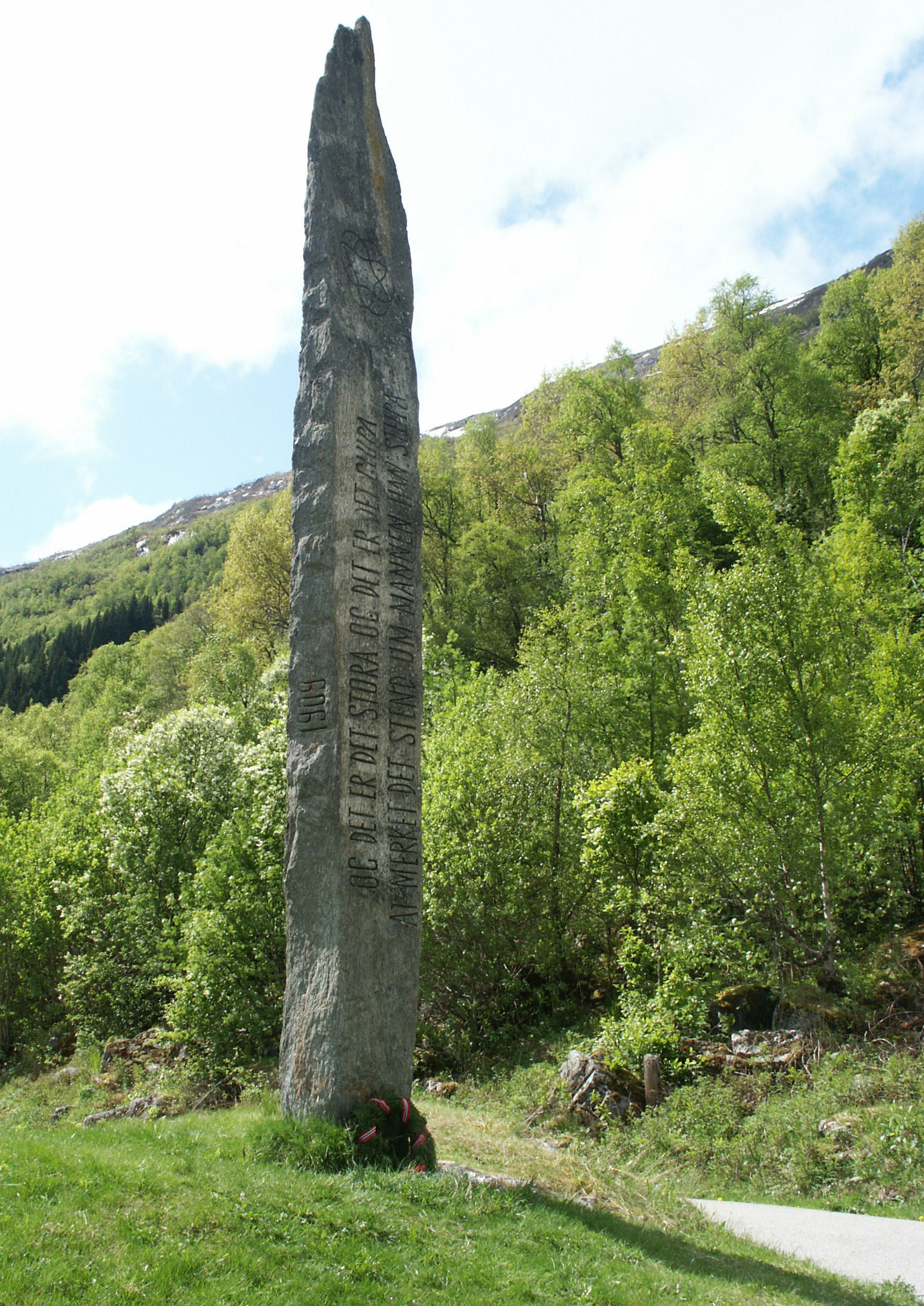
Per Sivle memorial stone at Stalheim
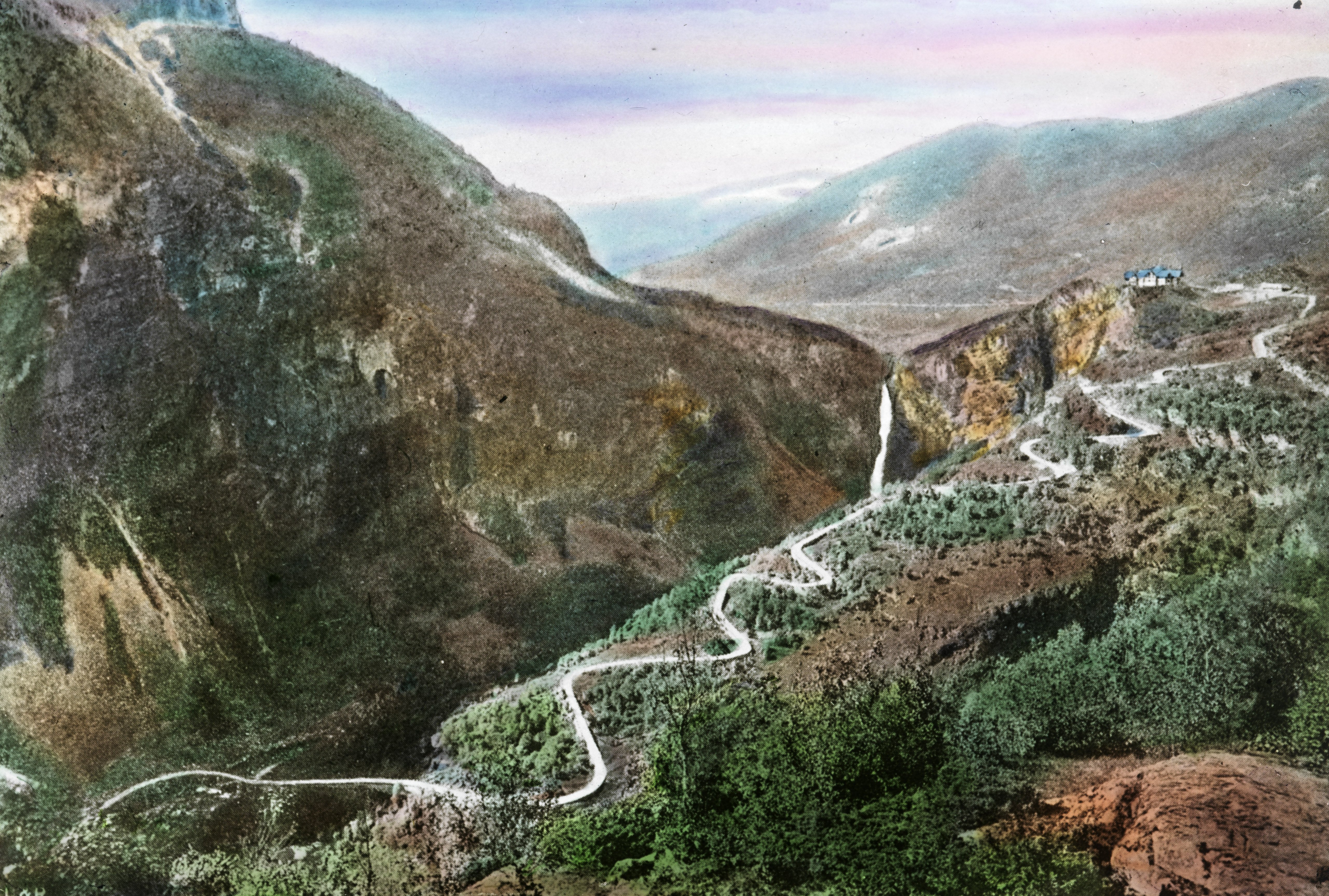
View of the old Stalheimskleiva road (with the hotel at the top)
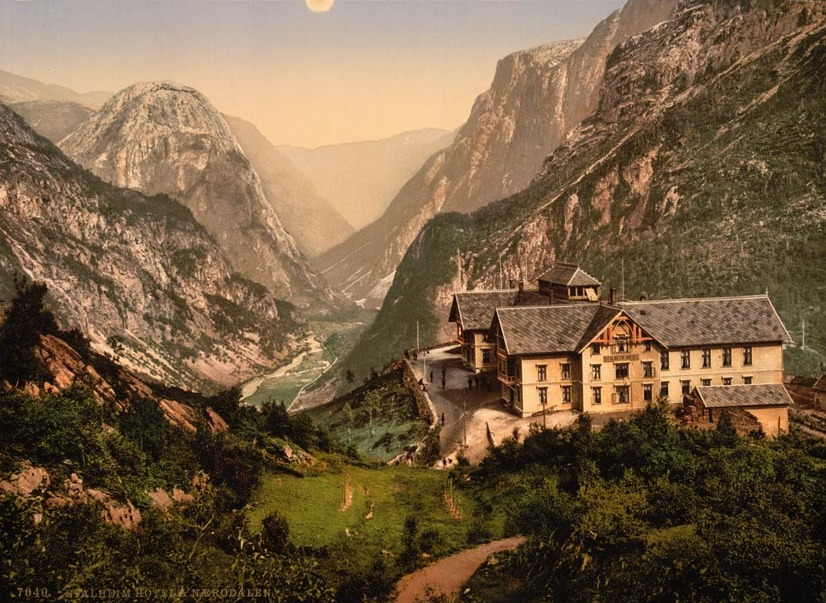
View of the Hotel, looking down into the Nærøydalen valley